# Bothrideres cactophagi
Bothrideres cactophagi is een keversoort uit de familie knotshoutkevers (Bothrideridae). De wetenschappelijke naam van de soort werd in 1899 gepubliceerd door Eugene Amandus Schwarz.